# Герб комуни Улофстрем
Герб комуни Улофстрем (швед. Olofströms kommunvapen) — символ шведської адміністративно-територіальніої одиниці місцевого самоврядування комуни Улофстрем.

## Історія
Торгове місто (чепінг) Улофстрем отримало герб королівським затвердженням 1950 року. Герб комуни зареєстровано 1974 року.
Після адміністративно-територіальної реформи, проведеної в Швеції на початку 1970-х років, муніципальні герби стали використовуватися лишень комунами. Тому тепер цей герб представляє комуну Улофстрем, а не місто.

## Опис (блазон)
У золотому полі чорний молоток у стовп, навколо нього 11 таких же кругів.

## Зміст
Молоток фігурував на печатках округу Вілланд з XVI ст., а круги були на печатках млина Петрефорс з XVIІІ ст.